# Гарвуд-хаус
Гарвуд-ха́ус (англ. Harewood House) — монументальний класицистичний палац у палладіанському стилі графів Гарвуд поблизу Лідса (графство Західний Йоркшир). Станом на 2011 рік садибою володів 7-й граф Гарвуд — онук короля Георга V та двоюрідний брат Єлизавети II.

## Палац
Над проектуванням резиденції працювали у 1759—1771 роках архітектори Джон Карр та Роберт Адам. Графи Гарвуди, що розбагатіли на работоргівлі у Вест-Індії, не шкодували коштів на прикрашення свого нового будинку. Меблі були замовлені у великого Томаса Чіппендейла. Палац зберігає колекцію китайської порцеляни та саму визнану в Британії колекцію мистецтва Ренесансу.
Палац відкритий для відвідувань. Для огляду доступні: вестибюль, китайська кімната, східна спальня, їдальня, галерея та ряд інших місць палацу. У кімнаті економки оформлена постійна експозиція, присвячена принцесі Марії, матері графа Гарвуда. Окрема виставка, розгорнута в одному з підсобних приміщень, присвячена торгівлі та виробництва цукру, які мали значний вплив на історію роду Гарвудів.

## Парк
Навколо палацу, на площі 160 акрів, розбитий грандіозний парк, де висаджені рослини з багатьох куточків світу. Облаштуванням парку займалися Ланселот Браун та Чарльз Баррі. Парк вважається одним з найкрасивіших в Англії, через своє внутрішнє тяжіння до італійського Ренесансу.

## Світлини

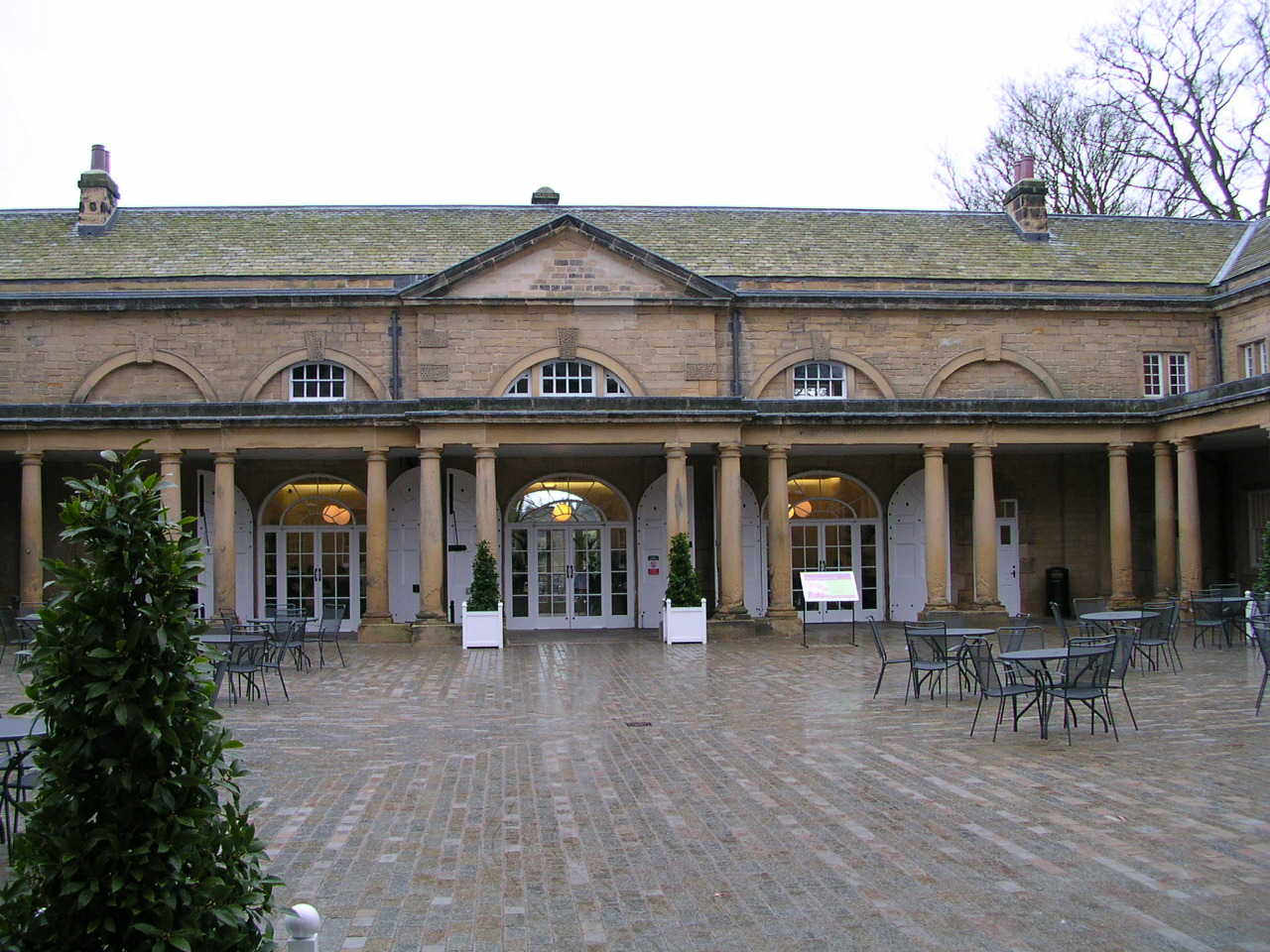
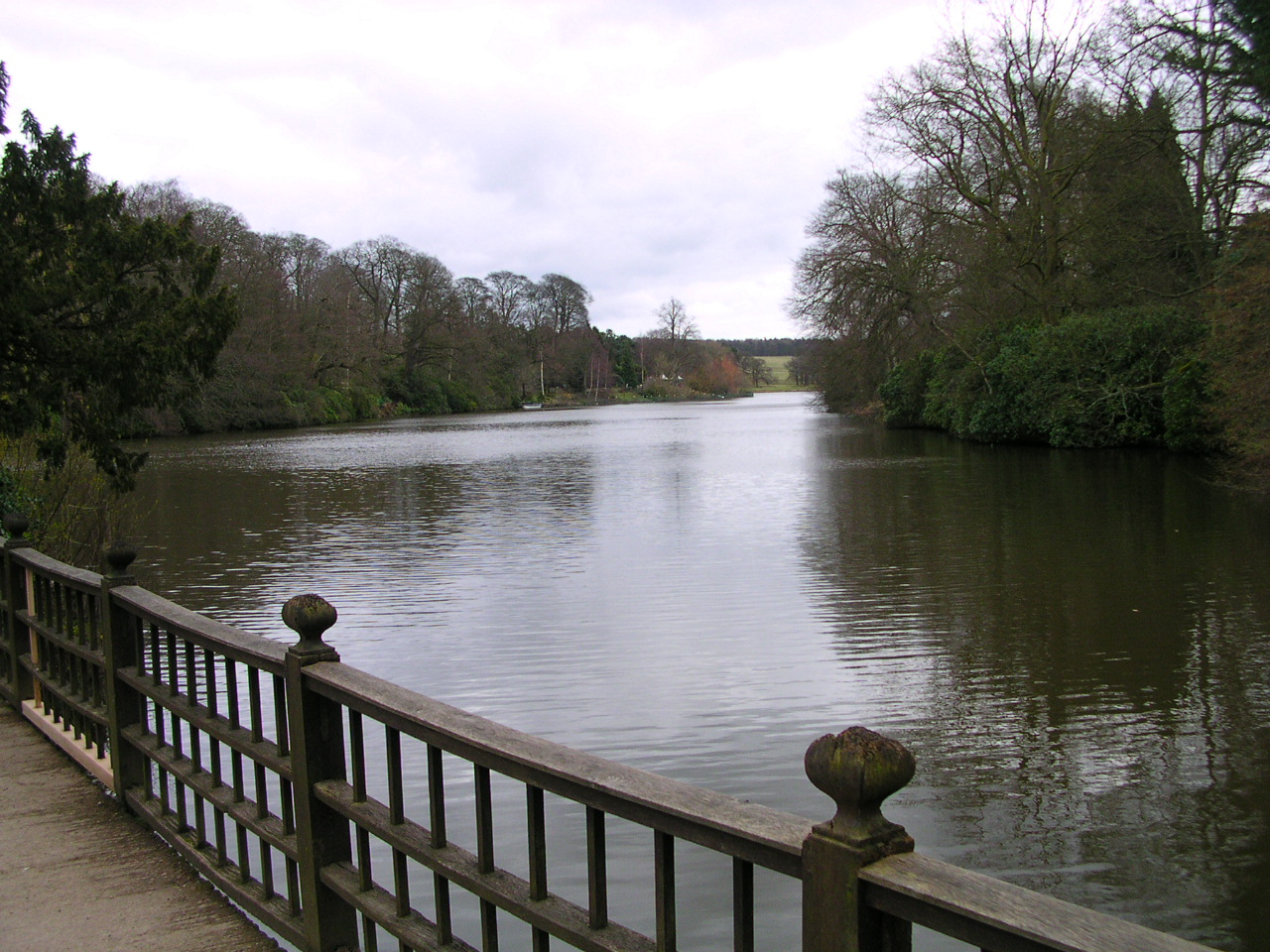
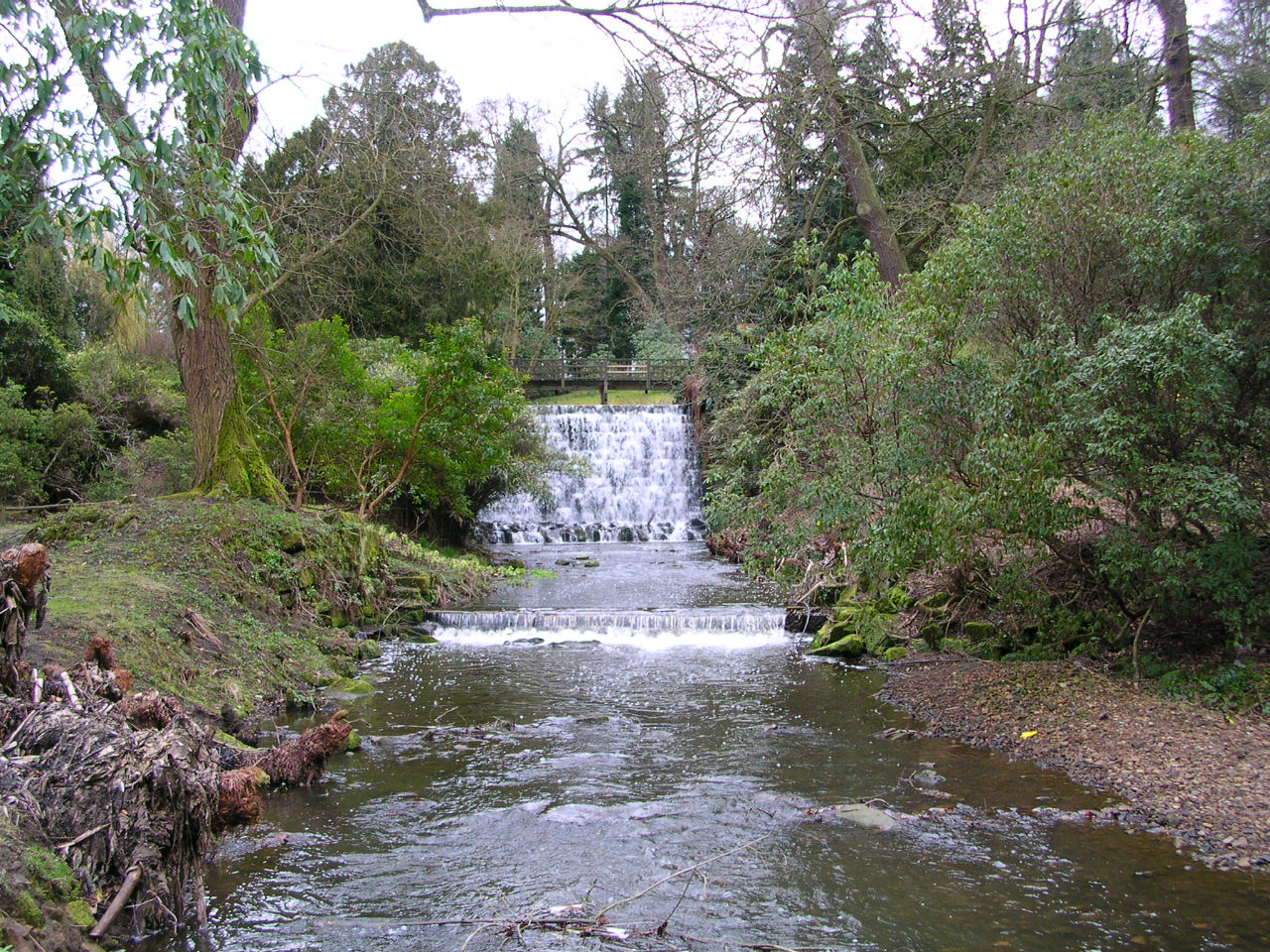
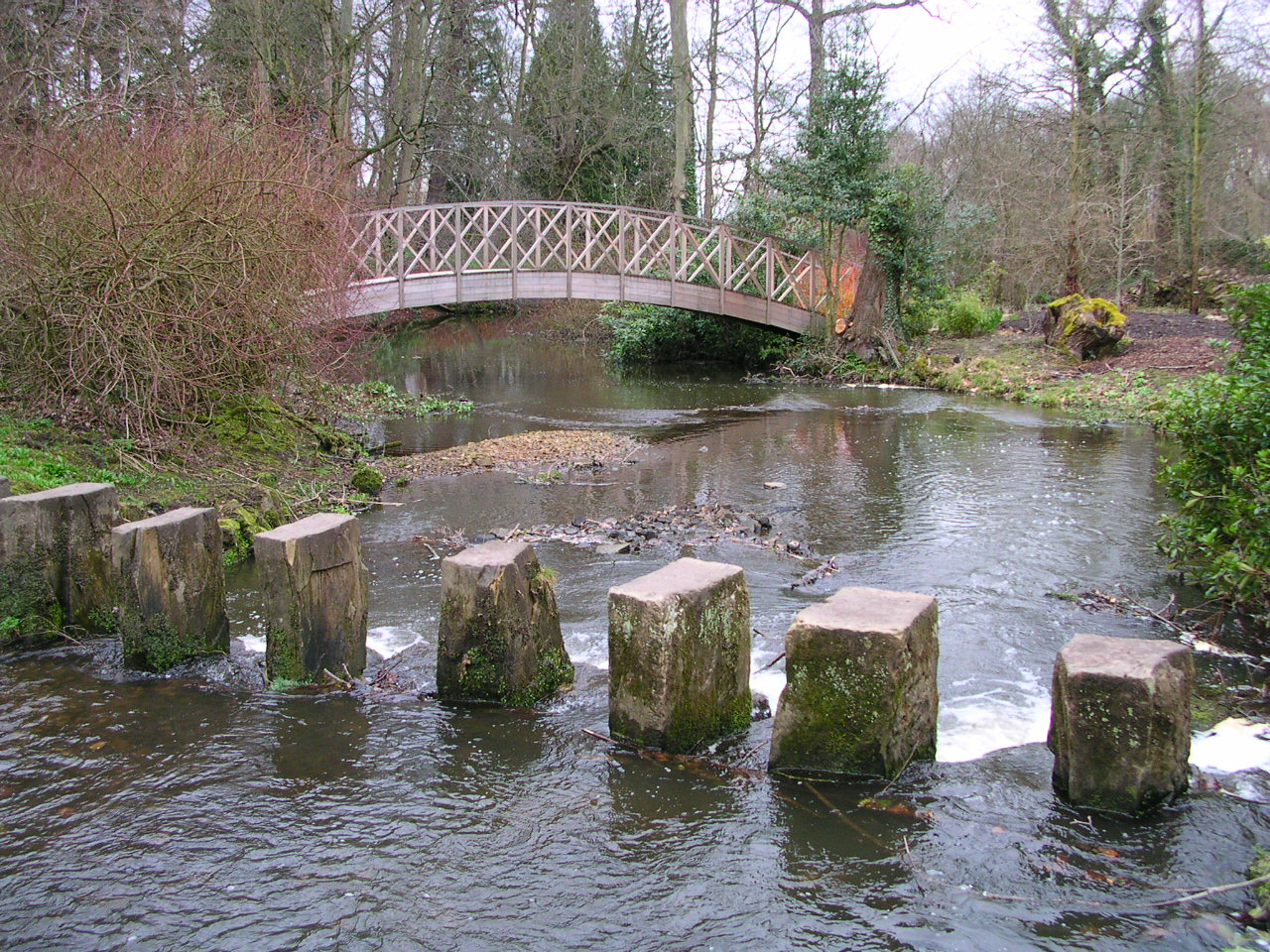
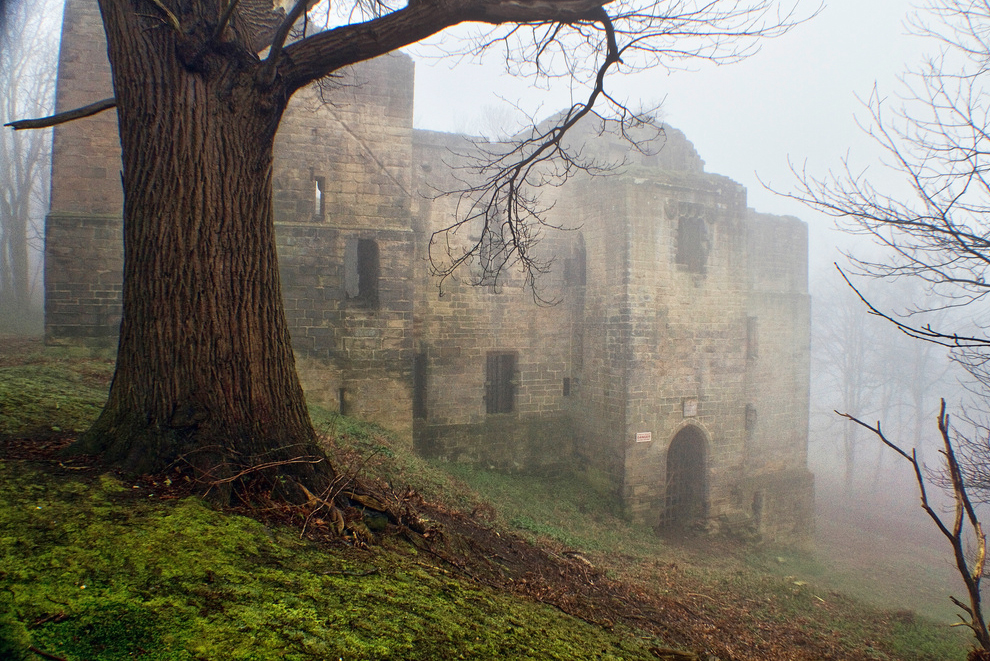